# Жестоков, Максим Андреевич
Макси́м Андре́евич Жесто́ков (19 июня 1991, Казань) — российский футболист, защитник. Мастер спорта России.

## Карьера

### Клубная
Воспитанник ДЮСШ 3 г. Казань. С 2007 года играл в дублирующем составе клуба «Рубин». 20 августа 2011 года дебютировал в основном составе «Рубина» в гостевом матче против «Амкара» (1:1), выйдя на замену на 31-й минуте матча. 13 февраля 2012 года на правах аренды перешёл в «КАМАЗ». 12 июля 2012 года стал футболистом «Химок». 20 сентября 2012 года по обоюдному согласию расторг контракт.
3 сентября 2020 года Максим подписал контракт с ФК “Акрон” выбрав 66 номер. За это время сыграл 17 матчей, забил 1 гол, и выводил команду в качестве капитана в домашнем матче со Спартаком-2.

### В сборной
31 мая 2013 года попал в расширенный список студенческой сборной России для участия во Всемирной Универсиаде в Казани, 23 июня был включён в окончательный список игроков.
За сборную России Максим сыграл 12 матчей и участвовал в Квалификации на Евро 2012.

## Достижения
- Обладатель Кубка Содружества: 2012.